# (555632) 2014 BZ57
(555632) 2014 BZ57 est un objet transneptunien en résonance 7:12 avec Neptune et une planète naine potentielle, ayant un diamètre estimé à environ 450 km.